# 飛田喜佐夫
飛田 喜佐夫（とびた きさお、1926年3月24日 - ）は、日本の元子役、俳優である。本名は飛田 喜三（とびた きぞう）。別名は飛田 喜佐雄など。

## 来歴・人物
1926年（大正15年）3月24日、東京市浅草区千束町現在の東京都台東区千束）に生まれる。父・喜平は会社員で、実弟は大映東京撮影所で録音技師として活躍した飛田喜美雄である。ただし、喜佐夫の別名と誤記している資料もある。
1930年（昭和5年）、父の知人の紹介で電通映画社教育映画部に子役として入社し、1932年（昭和7年）、本名の飛田喜三名義で『昼寝も出来ない』で映画デビュー。1934年、日活多摩川撮影所に入社し、1942年（昭和17年）に大映東京撮影所に改称後も引き続き脇役として活躍。この間、千束尋常小学校（現在の台東区立千束小学校）を経て、東京主計商業学校を卒業している。
戦後の1947年（昭和22年）、芸名を飛田喜佐夫に改名。以後も引き続き大映の専属俳優として多数の作品に出演。1971年（昭和46年）、大映倒産に伴ってフリーとなった後も活躍を続け、1982年（昭和57年）頃まで活躍した。また、舞台も戦前から多数出演していた。しかし、以後の消息は不明てある。

## 出演作品

### 電通映画社
- 『昼寝も出来ない』：監督小沢得寿、1932年7月14日公開[3] ※デビュー作

### 日活多摩川撮影所
全て製作は「日活多摩川撮影所」、配給は「日活」、特筆以外は全てトーキーである。
- 『乃木将軍』：監督池田富保、1935年1月31日公開 - 少年金太郎
- 『少年靴屋』：監督伊賀山正徳、1935年月日不明公開 - 三輪忠平 ※サイレント映画
- 『人生劇場』：監督内田吐夢、1936年2月13日公開 - 瓢吉の少年時代
- 『うちの女房にや髭がある』：監督千葉泰樹、1936年12月11日公開
- 『日月と共に』：監督水ヶ江龍一、1937年4月23日公開
- 『悦ちゃん乗り出す』：監督倉田文人、1937年6月17日公開 - グン坊
- 『限りなき前進』：監督内田吐夢、1937年11月3日公開
- 『令嬢殺し犯人』：監督吉村廉、1938年2月10日公開 - 長男輝夫
- 『悦ちゃん部隊』：監督伊賀山正徳、1938年5月16日公開
- 『路傍の石』：監督田坂具隆、1938年9月21日公開 - 少年山田咲二
- 『愛国巡礼歌』：監督山本弘之、1938年11月24日公開
- 『土』：監督内田吐夢、1939年4月13日公開 - たみさんの伜
- 『愛の一家』：監督春原政久、1941年6月28日公開 - 息富夫
- 『海の母』：監督伊賀山正徳、1942年2月7日公開 - 草野友治

### 大映東京撮影所
特筆以外、全て製作は「大映東京撮影所」、配給は「大映」、全てトーキーである。
- 『静かなる決闘』：監督黒澤明、1949年3月13日公開 - ギブスの青年
- 『にっぽん製』：監督島耕二、1953年12月8日公開 - 根住次郎
- 『春琴物語』：監督伊藤大輔、1954年6月27日公開 - 金どん
- 『娘の縁談』：監督木村恵吾、1955年6月1日公開
- 『処刑の部屋』：監督市川崑、1956年6月28日公開 - 相手のいない学生服
- 『月の紘道館』：監督木村恵吾、1956年7月5日公開 - ピン公
- 『ねんねこ社員』：監督斎村和彦、1956年7月25日公開 - 木島
- 『リンゴ村から』：監督斎村和彦、1956年10月31日公開 - 吉田秀夫
- 『いとはん物語』：監督伊藤大輔、1957年1月15日公開 - 定吉
- 『朝の口笛』：監督枝川弘、1957年3月13日公開 - 新聞記者A
- 『女の肌』：監督島耕二、1957年4月23日公開 - 兵B
- 『夜の蝶』：監督吉村公三郎、1957年7月28日公開 - 乾分二
- 『透明人間と蝿男』：監督村山三男、1957年8月25日公開
- 『健太と黒帯先生』：監督原田治夫、1957年9月14日公開 - 六郎
- 『青空娘』：監督増村保造、1957年10月8日公開 - 美術社社員A
- 『暖流』：監督増村保造、1957年12月1日公開 - 医師・藤田
- 『日露戦争勝利の秘史 敵中横断三百里』：監督森一生、1957年12月28日公開 - 守備兵G
- 『母』：監督田中重雄、1958年3月5日公開 - 若い工員B
- 『氷壁』：監督増村保造、1958年3月18日公開 - 新聞記者
- 『巨人と玩具』：監督増村保造、1958年6月22日公開 - 松谷
- 『最高殊勲夫人』：監督増村保造、1959年2月10日公開 - 井上
- 『氾濫』：監督増村保造、1959年5月13日公開 - 勧誘員
- 『野火』：監督市川崑、1959年11月3日公開 - 兵隊B
- 『浮草』：監督小津安二郎、1959年11月17日公開 -
- 『闇を横切れ』：監督増村保造、1959年12月1日公開 - DP屋
- 『からっ風野郎』：監督増村保造、1960年3月23日公開 - 健次
- 『偽大学生』：監督増村保造、1960年10月8日公開 - カメラマン
- 『おとうと』：監督市川崑、1960年11月1日公開 - 馬子
- 『妻は告白する』：監督増村保造、1961年10月29日公開 - 幸田の同僚A
- 『女の一生』：監督増村保造、1962年11月18日公開 - 御用聞き
- 『黒の報告書』：監督増村保造、1963年1月13日公開 - 鑑識課員
- 『ぐれん隊純情派』：監督増村保造、1963年7月27日公開 - 写真屋
- 『現代インチキ物語 騙し屋』：監督増村保造、1964年1月19日公開 - カメラ屋の店員
- 『清作の妻』：監督増村保造、1965年6月25日公開 - 兵事係
- 『雁』：監督池広一夫、1966年5月21日公開
- 『陸軍中野学校』：監督増村保造、1966年6月4日公開 - 中野学校教官D
- 『赤い天使』：監督増村保造、1966年10月1日公開 - 患者
- 『大怪獣空中戦 ガメラ対ギャオス』：監督湯浅憲明、1967年3月15日公開 - 巡査
- 『砂糖菓子が壊れるとき』：監督今井正、1967年6月10日公開
- 『妖怪大戦争』：監督黒田義之、製作大映京都撮影所、1968年12月14日公開 - 河童の声
- 『女賭博師さいころ化粧』：監督井上芳夫、1969年2月8日公開
- 『女賭博師花の切り札』：監督井上芳夫、1969年11月15日公開
- 『女賭博師壷くらべ』 (1970年)
- 『ガメラ対大魔獣ジャイガー』：監督湯浅憲明、1970年3月21日公開 - 港湾労務者B
- 『でんきくらげ』：監督増村保造、1970年5月1日公開 - 親類B
- 『やくざ絶唱』：監督増村保造、1970年7月11日公開 - 運転手
- 『男一匹ガキ大将』：監督村野鉄太郎、製作勝プロダクション、配給ダイニチ映配、1971年3月6日公開 - 教師
- 『遊び』：監督増村保造、1971年9月4日公開 - 運転手
- 『宇宙怪獣ガメラ』：監督湯浅憲明、1980年3月20日公開 - 運転手

### テレビドラマ
- 刑事（1959年 - 1960年、CX）
- けだものの詩（1959年、CX）
- 図々しいやつ 第4話（1963年、TBS）
- 夕日と拳銃（1964年、TBS）
- 三匹の侍 第2シリーズ（1964年 - 1965年、CX）
- 土曜日の虎 第5話（1966年、TBS）
- ただいま同居中 第1話「宣戦布告」（1970年、TBS）
- なんたって18歳!（TBS）
  - 第10話「タダほどつらいものはない」（1971年）
  - 第32話「花嫁代行でーす」（1972年）
- シークレット部隊 第16話「お母さん許して! 16歳恋の大脱走」（1972年、TBS）
- 白い牙 第2話（1974年、NTV）
- ウルトラマン80 第5話「まぼろしの街」（1980年、TBS） - 桜ヶ丘中学校用務員